# Thomas Gradinger
Thomas Gradinger (Sankt Marienkirchen bei Schärding, 11 agosto 1996) è un pilota motociclistico austriaco.

## Carriera
Gradinger inizia a gareggiare nel ADAC Junior Cup nel 2009. Dal 2013 si trasferisce nel campeonato de España de Velocidad, classe Moto3, nel quale disputa due stagioni. Nel 2015 passa alla classe Moto2, sempre nel CEV, classificandosi al ventiquattresimo posto in classifica finale. Nel 2016 ottiene sei punti classificandosi ventiseiesimo nel CEV Moto2.
Si trasferisce poi nel campionato nazionale tedesco dove, nel 2017, si laurea campione nazionale della classe Supersport 600 in sella ad una Yamaha. Sempre nel 2017 fa il suo esordio in una competizione mondiale, partecipa infatti, in qualità di wild card al Gran Premio di Germania con una Yamaha gestita dal team MPB Racing. Chiude la gara al nono posto, i punti così conquistati gli consentono di chiudere la stagione al trentaduesimo posto in classifica piloti.
Nel 2018 diviene pilota titolare nel campionato mondiale Supersport, guida infatti una Yamaha YZF-R6 gestita dal team NERDS Racing. Il compagno di squadra, in questo frangente è il francese Jules Cluzel. Chiude la stagione al settimo posto con ottantasei punti all'attivo. Nel 2019 rimane in Supersport ma si trasferisce al team Kallio Racing. I compagni di squadra sono Isaac Viñales e Loris Cresson. In occasione del Gran Premio di Portogallo viene sostituito da María Herrera. Chiude la stagione al nono posto in classifica piloti. Nel 2021 è pilota titolare in Supersport con il team DK Motosport. A seguito di un infortunio alla caviglia accorso nella prima gara stagionale, è costretto a saltare la successiva per poi rescindere con la squadra. In Supersport chiude senza ottenere punti proseguendo la stagione nel campionato nazionale tedesco. 
Nel 2023 prende parte, in qualità di pilota wild card, al Gran Premio di Most nel mondiale Supersport dove ottiene un sesto posto in gara due. Nel 2024 continua a gareggiare nel campionato tedesco Superbike dove, in sella ad una Yamaha YZF-R1 del team Eder Racing, si classifica quattordicesimo.

## Risultati nel mondiale Supersport
| 2017 | Moto   |  |  |  |  |  |  |  |   |  |  |  |  |  |  |  |  |  |  |  |  |  |  |  |  | Punti | Pos. |
| ---- | ------ |  |  |  |  |  |  |  | - |  |  |  |  |  |  |  |  |  |  |  |  |  |  |  |  | ----- | ---- |
| 2017 | Yamaha |  |  |  |  |  |  |  | 9 |  |  |  |  |  |  |  |  |  |  |  |  |  |  |  |  | 7     | 32º  |

| 2018 | Moto   |    |    |    |   |    |   |   |     |   |   |   |   |  |  |  |  |  |  |  |  |  |  |  |  | Punti | Pos. |
| ---- | ------ | -- | -- | -- | - | -- | - | - | --- | - | - | - | - |  |  |  |  |  |  |  |  |  |  |  |  | ----- | ---- |
| 2018 | Yamaha | 10 | 11 | 23 | 9 | 12 | 8 | 6 | Rit | 9 | 4 | 4 | 4 |  |  |  |  |  |  |  |  |  |  |  |  | 86    | 7º   |

| 2019 | Moto   |   |     |   |   |     |   |   |   |     |   |   |    |  |  |  |  |  |  |  |  |  |  |  |  | Punti | Pos. |
| ---- | ------ | - | --- | - | - | --- | - | - | - | --- | - | - | -- |  |  |  |  |  |  |  |  |  |  |  |  | ----- | ---- |
| 2019 | Yamaha | 5 | Rit | 4 | 3 | Rit | 4 | 9 | 6 | Inf | 8 | 8 | 12 |  |  |  |  |  |  |  |  |  |  |  |  | 90    | 9º   |

| 2021 | Moto   |     |    |  |  |  |  |  |  |  |  |  |  |  |  |  |  |  |  |  |  |  |  |  |  | Punti | Pos. |
| ---- | ------ | --- | -- |  |  |  |  |  |  |  |  |  |  |  |  |  |  |  |  |  |  |  |  |  |  | ----- | ---- |
| 2021 | Yamaha | Rit | NP |  |  |  |  |  |  |  |  |  |  |  |  |  |  |  |  |  |  |  |  |  |  | 0     |      |

| 2023 | Moto   |  |  |  |  |  |  |  |  |  |  |  |  |  |  |    |   |  |  |  |  |  |  |  |  | Punti | Pos. |
| ---- | ------ |  |  |  |  |  |  |  |  |  |  |  |  |  |  | -- | - |  |  |  |  |  |  |  |  | ----- | ---- |
| 2023 | Yamaha |  |  |  |  |  |  |  |  |  |  |  |  |  |  | 24 | 6 |  |  |  |  |  |  |  |  | 10    | 28º  |

| Legenda | 1º posto        | 2º posto            | 3º posto           | A punti      | Senza punti        | Grassetto – Pole position Corsivo – Giro più veloce |
| Legenda | Gara non valida | Non qual./Non part. | Ritirato/Non class | Squalificato | '-' Dato non disp. | Grassetto – Pole position Corsivo – Giro più veloce |